# Psykofysik
 Denne artikel omhandler en gren indenfor psykologien. For den filosofiske diskussion, se psykofysisk problem.
Psykofysikken er den del af psykologien, der undersøger psykofysiske problemer, dvs. forholdet imellem det fysiske og det psykiske. Psykofysikerne var psykologer, der undersøgte relationen imellem fysiske stimuli og de psykiske oplevelser stimuli gav anledning til. 

## Psykofysiske emner
- Weber–Fechners lov